# Гедда (дворянский род)
Гедда — дворянский род.
Определением Герольдии от 31 мая 1845 года титулярный советник Михаил Федорович Гедда утверждён в потомственном дворянском достоинстве, с внесением в третью часть дворянской родословной книги С.-Петербургской губернии, по Всемилостивейше пожалованному ему 25 апреля 1843 года ордену Святого Станислава 3 степени.

## Описание герба
В золотом щите лазоревая щука с червлёными глазами, перьями и хвостом в перевязь головой вправо.
Над щитом дворянский шлем с короной. Нашлемник: два золотых орлиных крыла, обременённое каждое шестью лазоревыми шестиконечными звездами. Намёт: лазоревый с золотом (Герб. XIII, 117).